# Max von Sydow
Carl Adolf "Max" von Sydow (født 10. april 1929 i Lund, død 8. marts 2020) var en svensk skuespiller og filminstruktør, der fra 2002 og frem til sin død ligeledes havde fransk statsborgerskab. Han boede med sin franske kone Catherine Brelet i Paris.
Sydow indledte sin karriere på Dramaten i Stockholm i 1948. Han var især kendt for sit mangeårige samarbejde med Ingmar Bergman, men medvirkede også i en række store Hollywood-produktioner, bl.a. Eksorcisten, Star Wars: The Force Awakens og - som Treøjede Ravn (Three-Eyed Raven) i Game of Thrones.
I Danmark er han mest kendt for sine roller som Karl-Oskar Nilsson i filmene Udvandrerne og Nybyggerne efter Vilhelm Mobergs romaner, og som Lassefar i Bille Augusts film Pelle Erobreren. Sidstnævnte rolle vandt han en Bodil, en Robert, samt opnåede en Oscar-nominering for. Han vandt også en Bodil for titelrollen i Hamsun.

## Udvalgt filmografi
- Kun en mor (1949)
- Frøken Julie (1951)
- Ingen mands kvinde (1953)
- Det syvende segl (1957)
- Ved vejs ende (1957)
- Livets under (1958)
- Ansigtet (1958)
- Jomfrukilden (1960)
- Som i et spejl (1961)
- Elskovsfeber (1962)
- Lys i mørket (1963)
- Made in Sweden (1969)
- Brevet til Kreml (1970)
- Udvandrerne (1971)
- Berøringen (1971)
- Æblekrigen (1971)
- Nybyggerne (1972)
- Eksorcisten (1973)
- Ægget er skørt! (1975)
- Tre døgn for Condor (1975)
- Jens Lyn (1980)
- Den umulige drøm (1982)
- Never Say Never Again (1983)
- Dune (1984)
- Hannah og hendes søstre (1986)
- Pelle Erobreren (1987)
- Ved vejen (1988)
- Ghostbusters II (1989, kun stemme)
- Livet længe leve (1990)
- Europa (1991)
- Dotknięcie ręki (The Silent Touch) (1992)
- Den gode vilje (1992)
- Judge Dredd (1995)
- Hamsun (1996)
- Minority Report (2002)
- Heidi (2005)
- Rush Hour 3 (2007)
- Oscar og den lyserøde dame (2009)
- Robin Hood (2010)
- Shutter Island (2010)
- Ekstremt højt og utrolig tæt på (2011)
- Drager: Virkelige myter og uvirkelige skabninger (2013)
- Star Wars: The Force Awakens (2015)
- Kursk (2018)
- Echoes of the Past (2021)